# Сафаров, Сафар Гаюрович
Сафа́р Гаю́рович Сафа́ров (22 мая 1947, Дангаринский район, Кулябская область, Таджикская ССР, СССР — 21 октября 2016, Душанбе, Таджикистан) — советский партийный деятель, таджикский государственный деятель и дипломат, Чрезвычайный и Полномочный Посол Таджикистана в России (2001—2007) и на Украине по совместительству.

## Биография
Родился в Дангаринском районе, ныне Хатлонской области Таджикистана. В 1970 году окончил Ташкентский политехнический институт по специальности «инженер-технолог», в 1983 году — Ташкентскую высшую партийную школу. Кандидат экономических наук.
С 1970 года работал на производстве. Впоследствии был заведующим организационным отделом Курган-Тюбинского областного комитета КП Таджикистана, вторым секретарём Курган-Тюбинского городского комитета КП Таджикистана, первым секретарём Советского районного комитета КП Таджикистана.
В 1991—2000 годах — народный депутат, депутат Верховного Совета Таджикистана, народный депутат Маджлиси Оли Таджикистана.
В 1991—1995 годах — заместитель председателя, председатель комитета по экономике и бюджету, член Президиума Верховного Совета Таджикистана.
В 1995—2000 годах — народный депутат Маджлиси Оли от 17-го Хосилотского округа, председатель комитета по экономике и бюджету Маджлиси Оли Республики Таджикистан.
В 2000 году избран председателем комитета по экономике, бюджету, финансам и налогам Маджлиси намояндагон Маджлиси Оли Республики Таджикистан.
С июня 2000 по 2001 год — руководитель исполнительного аппарата Президента Республики Таджикистан.
С октября 2001 по 2007 год — Чрезвычайный и Полномочный Посол Республики Таджикистан в России.
С 2001 по 2007 год — Чрезвычайный и Полномочный Посол Республики Таджикистан на Украине по совместительству.
С 2007 по февраль 2010 года — депутат и первый заместитель председателя Палаты Представителей Высшего собрания Таджикистана.
Владел таджикским, русским и узбекским языками.

## Награды и звания
- Орден Дружбы (17 июля 2007 года, Россия) — за большой вклад в укрепление дружбы и сотрудничества между Российской Федерацией и Республикой Таджикистан[3].
- Награждён орденом «Шараф» («Слава»), 3 медалями, а также почётным званием «Корманди шоистаи Точикистон» («Заслуженный работник Таджикистана»)[1].

## Семья
Был женат, с супругой имел пятерых детей.